# Byrrhinus niger
Byrrhinus niger är en skalbaggsart som beskrevs av Maurice Pic 1922. Byrrhinus niger ingår i släktet Byrrhinus och familjen lerstrandbaggar. Inga underarter finns listade i Catalogue of Life.